# Derek Fazackerley
Derek William Fazackerley (* 5. November 1951 in Preston) ist ein ehemaliger englischer Fußballspieler. Der Innenverteidiger ist bis heute vereinsinterner Rekordhalter der Blackburn Rovers in Bezug auf die meisten Pflicht- und Ligaspieleinsätze.

## Sportliche Laufbahn
Fazackerley wuchs nur unweit seiner Geburtsstadt im südlich gelegenen Penworth auf und erlernte das Fußballspielen sowohl an der Kings Fold Primary School als auch später bei dem kleinen Lokalverein Penwortham Hill Rovers. Im Juli 1969 schloss er sich den Blackburn Rovers an, nachdem er dort bereits Probetrainingseinheiten absolviert und sich zusätzlich bei dem FC Bury, Stoke City und dem FC Blackpool versucht hatte.
Weniger als zwei Jahre später unterschrieb „Faz“, wie er zumeist genannt wurde, im Februar 1971 den ersten Profivertrag bei den „Rovers“. Kurz danach debütierte er am 23. Februar 1971 beim torlosen Remis gegen Hull City, musste aber zum Ende der Saison 1970/71 den Abstieg in die dritte Liga hinnehmen. Aus dem daraus resultierenden Neuaufbau unter dem neuen Trainer Ken Furphy ging Fazackerley als Gewinner hervor und gemeinsam mit dem neu verpflichteten Routinier John McNamee bildete er fortan das Abwehrzentrum. Obwohl mit knapp 1,80 Meter nicht sonderlich groß gewachsen, zeigte er sich in Kopfballduellen als effektiv und darüber hinaus als robuster Zweikämpfer. Unterstützt durch ein gutes „Timing“-Gefühl und einer hohen Grundschnelligkeit verfügte er sowohl über ein ausgeprägtes Stellungsspiel als auch über überdurchschnittliches taktisches Verständnis. Nach McNamee waren in den 1970er-Jahren Graham Hawkins und John Waddington weitere Partner für Fazackerley in der Innenverteidigung, aber vor allem harmonierte er ab 1976 bestens mit Glenn Keeley. Zuvor hatte er in der Spielzeit 1974/75 über die Drittligameisterschaft die Rückkehr in die Second Division feiern können, wobei er sich jedoch erst zur Mitte der Aufstiegssaison den Stammplatz von Waddington hatte zurückerobern können.
Mit Ausnahme einer einzigen Saison spielte Fazackerley bis 1987 mehr oder weniger beständig in der zweithöchsten englischen Spielklasse; dazu hatte er nach dem zwischenzeitlichen Abstieg im Jahr 1979 mit nur 36 Gegentoren in 46 Ligapartien an Keeleys Seite einen großen Anteil an dem direkten Wiederaufstieg in der darauf folgenden Saison 1979/80. Darüber hinausgehende Titelerfolge blieben zwar aus, aber mit seinem langjährigen Engagement für den Klub spielte er sich in die Rekordbücher der Blackburn Rovers – die 674 Pflicht- und davon 596 Ligaspiele wurden bis zum heutigen Tag nicht überboten. Während der Spielzeit 1986/87 erfolgte schließlich mit dem deutlich jüngeren David Mail die Wachablösung. Fazackerley wechselte im Januar 1987 zu Chester City und bekleidete dort parallel das Amt des Trainerassistenten. Die abschließenden Stationen seiner aktiven Karriere waren York City, der FC Bury, der AFC Workington und zuletzt der FC Darwen sowie der finnische Klub Kumu Kuusankoski, auch hier teils parallel im Trainerstab arbeitend.

## Nach der aktiven Karriere
Im August 1992 heuerte Fazackerley bei Newcastle United an, wo er gemeinsam mit Les Reed Cheftrainer Kevin Keegan assistierte. Drei Jahre später kehrte er nach Blackburn zurück und arbeitete ab September 1995 zunächst unter Ray Harford und später unter Roy Hodgson. Als Brian Kidd im Dezember 1998 das Ruder in Blackburn übernahm, musste Fazackerley weichen. Er fand jedoch bereits im April 1999 bei den Bolton Wanderers wieder kurzzeitig eine neue Kotrainerstelle und fand zudem wieder mit Keegan zusammen, der mittlerweile die englische A-Nationalmannschaft übernommen hatte.
Zwischen Januar und Oktober 2001 beschäftigte ihn der FC Barnsley, bevor Keegan ihn im November 2001 zu Manchester City lotste. Nach dessen Weggang im Jahr 2005 blieb er den „Citizens“ erhalten und war unter Nachfolger Stuart Pearce primär im Scouting-Bereich tätig. Dessen Nachfolger Sven-Göran Eriksson berief Fazackerley wieder als Betreuer der ersten Mannschaft und platzierte ihn während seiner einzigen Saison 2007/08 in Manchester neben sich auf der Trainerbank. Mit der Ankunft von Mark Hughes im Sommer 2008 endete Fazackerleys Zeit bei Manchester City.
Er arbeitete kurzzeitig in Amerika, bevor er im Dezember 2008 von Lee Clark – einem ehemaligen Schützling aus der Zeit in Newcastle – als Assistent von Huddersfield Town angeheuert wurde.
Im Januar 2018 übernahm Fazackerley nach der Entlassung von Pep Clotet interimsmäßig das Traineramt bei Oxford United, Ende März kehrte er nach der Verpflichtung von Karl Robinson wieder auf seinen Posten als Assistenztrainer zurück.